# Stanisław Gawłowski
Stanisław Gawłowski (ur. 27 listopada 1968 w Brzegu) – polski polityk, z wykształcenia ekonomista, poseł na Sejm V, VI, VII i VIII kadencji, senator X i XI kadencji, w latach 2007–2015 sekretarz stanu w Ministerstwie Środowiska.

## Życiorys
Syn Michała i Antoniny. W 2000 uzyskał licencjat w Bałtyckiej Wyższej Szkole Humanistycznej w Koszalinie, w 2003 ukończył studia podyplomowe z historii w Wyższej Szkole Gospodarstwa Krajowego, a w 2005 uzyskał magisterium w Wyższej Szkole Zarządzania i Administracji. W 2011 w Społecznej Wyższej Szkole Przedsiębiorczości i Zarządzania w Łodzi uzyskał stopień doktora.
W 1987 wstąpił do Ruchu Wolność i Pokój, a w 1988 do Konfederacji Polski Niepodległej. Pracował w przedsiębiorstwie połowów i usług rybackich, prowadził własną działalność gospodarczą, był też kierownikiem biura posła Leszka Smykowskiego. W 1994 uzyskał mandat radnego Darłowa, wszedł w skład zarządu miasta. Od 1996 do 1998 pełnił funkcję zastępcy burmistrza. Bezskutecznie ubiegał się o mandat poselski w 1993 z listy KPN i w 1997 z ramienia Akcji Wyborczej Solidarność. W latach 1998–2002 zasiadał w sejmiku zachodniopomorskim z ramienia AWS. Od 1999 do 2000 był zarządcą komisarycznym w gminie Mielno, po czym kierował spółką prawa handlowego w Darłowie. W wyborach samorządowych w 2002 bez powodzenia ubiegał się o reelekcję z listy koalicji POPiS. Następnie do 2005 zajmował stanowisko zastępcy prezydenta Koszalina.
Należał do Stronnictwa Konserwatywno-Ludowego, następnie przystąpił do Platformy Obywatelskiej. Z jej listy w wyborach parlamentarnych w 2001 bez powodzenia kandydował do Sejmu, a w wyborach w 2005 został wybrany na posła V kadencji w okręgu koszalińskim. W wyborach parlamentarnych w 2007 po raz drugi uzyskał mandat poselski, otrzymując 24 597 głosów. 16 listopada 2007 został sekretarzem stanu w Ministerstwie Środowiska. W wyborach w 2011 z powodzeniem ubiegał się o reelekcję, dostał 27 047 głosów.
10 czerwca 2015 premier Ewa Kopacz poinformowała o przyjęciu jego dymisji ze stanowiska wiceministra. W wyborach w tym samym roku został ponownie wybrany do Sejmu, otrzymując 14 264 głosów. W Sejmie VIII kadencji został przewodniczącym Komisji Ochrony Środowiska, Zasobów Naturalnych i Leśnictwa. W 2016 został p.o. sekretarza generalnego PO, a od grudnia 2017 do kwietnia 2018 zajmował stanowisko sekretarza generalnego partii. 17 listopada 2017 został powołany na funkcję przewodniczącego Stałego Komitetu Rady Ministrów w gabinecie cieni utworzonym przez Platformę Obywatelską.
W grudniu 2017 z Prokuratury Krajowej na wniosek Centralnego Biura Antykorupcyjnego wystosowano wniosek o uchylenie immunitetu polityka w związku z zamiarem przedstawienia mu zarzutów m.in. korupcyjnych, w tym związanych z tzw. aferą melioracyjną dotyczącą nieprawidłowości przy inwestycjach prowadzonych przez Zachodniopomorski Zarząd Melioracji i Urządzeń Wodnych w Szczecinie.
W styczniu 2018 Stanisław Gawłowski, nieprzyznający się do tych czynów, zrzekł się immunitetu. 27 lutego 2018 Komisja Regulaminowa, Spraw Poselskich i Immunitetowych zarekomendowała Sejmowi wyrażenie zgody na zatrzymanie i tymczasowe aresztowanie posła. 12 kwietnia 2018 Sejm bezwzględną większością głosów wyraził zgodę na zatrzymanie i tymczasowe aresztowanie polityka. Następnego dnia Stanisław Gawłowski stawił się w Prokuraturze Krajowej w Szczecinie, gdzie został zatrzymany i przesłuchany. 15 kwietnia 2018 decyzją Sądu Rejonowego Szczecin-Prawobrzeże i Zachód został tymczasowo aresztowany na trzy miesiące, a następnie osadzony w Areszcie Śledczym w Szczecinie. 7 maja 2018 Sąd Okręgowy w Szczecinie po rozpoznaniu zażaleń utrzymał decyzję o zastosowaniu tymczasowego aresztowania. W związku z tą aferą melioracyjną w następnym miesiącu żonie Stanisława Gawłowskiego został przedstawiony zarzut prania brudnych pieniędzy. 12 lipca 2018 Sąd Okręgowy w Szczecinie uwzględnił wniosek prokuratora o przedłużenie tymczasowego aresztowania, zezwalając jednak na jego uchylenie po wpłaceniu poręczenia majątkowego w kwocie 500 tys. złotych. Po uiszczeniu tej sumy polityk został zwolniony następnego dnia. 25 lipca 2018 Sąd Apelacyjny w Szczecinie prawomocnie nie uwzględnił zażalenia prokuratora na decyzję o uchyleniu tymczasowego aresztowania. 6 grudnia 2018 Sejm wyraził zgodę na tymczasowe aresztowanie Stanisława Gawłowskiego w związku z kolejnymi zarzutami (wcześniej polityk zrzekł się immunitetu).
W wyborach w 2019 uzyskał mandat senatora, kandydując z własnego komitetu w okręgu nr 100 (dostał 44 956 głosów). W 2023 z powodzeniem ubiegał się o senacką reelekcję w tym samym okręgu z ramienia Koalicji Obywatelskiej, otrzymując 66 976 głosów. Objął funkcję przewodniczącego Komisji Klimatu i Środowiska.
31 lipca 2025 zakończył się w pierwszej instancji jego proces karny. Polityk został uznany za winnego większości zarzucanych mu czynów (uniewinniono go od jednego z zarzutów korupcyjnych) i nieprawomocnie skazany na 5 lat pozbawienia wolności oraz grzywnę, orzeczono też wobec niego zakaz zajmowania stanowisk publicznych na 10 lat. Kolejnego dnia zawiesił swoje członkostwo w Platformie Obywatelskiej i zapowiedział odwołanie się od wyroku.

## Wyniki w wyborach ogólnopolskich
| Wybory | Komitet wyborczy   | Komitet wyborczy                 | Organ             | Okręg  | Wynik           |
| ------ | ------------------ | -------------------------------- | ----------------- | ------ | --------------- |
| 1993   |                    | Konfederacja Polski Niepodległej | Sejm II kadencji  | nr 20  | 835 (0,45%)     |
| 1997   |                    | Akcja Wyborcza Solidarność       | Sejm III kadencji | nr 20  | 2014 (1,33%)    |
| 2001   |                    | Platforma Obywatelska            | Sejm IV kadencji  | nr 40  | 603 (0,29%)     |
| 2005   | Sejm V kadencji    | Platforma Obywatelska            | 7879 (4,49%)      | nr 40  |                 |
| 2007   | Sejm VI kadencji   | Platforma Obywatelska            | 24 597 (9,98%)    | nr 40  |                 |
| 2011   | Sejm VII kadencji  | Platforma Obywatelska            | 27 047 (12,58%)   | nr 40  |                 |
| 2015   | Sejm VIII kadencji | Platforma Obywatelska            | 14 264 (6,57%)    | nr 40  |                 |
| 2019   |                    | KWW Demokracja Obywatelska       | Senat X kadencji  | nr 100 | 44 956 (33,67%) |
| 2023   |                    | Koalicja Obywatelska             | Senat XI kadencji | nr 100 | 66 976 (42,50%) |

## Odznaczenia i wyróżnienia
W 2005 otrzymał Srebrny Krzyż Zasługi, a w 2009 Złoty Kordelas Leśnika Polskiego. W 2010 otrzymał tytuł honorowego obywatela gminy Mszana Dolna.